# Englerocharis peruviana
Englerocharis peruviana är en korsblommig växtart som beskrevs av Reinhold Conrad Muschler. Englerocharis peruviana ingår i släktet Englerocharis och familjen korsblommiga växter. Inga underarter finns listade i Catalogue of Life.